# Lupus eritematoso neonatal
El lupus eritematoso neonatal (LEN) es una enfermedad autoinmune pasiva poco común que afecta al feto y al recién nacido, al pasar los anticuerpos maternos a través de la placenta, característicos de la enfermedad, siendo estos los anti-Ro y los anti-La, encontrados en aproximadamente en el tercio de los paciente con lupus eritematoso sistémico (LES).
Aclarando que no necesariamente por padecer estos auto-anticuerpos, llamados así ya que los anticuerpos dejan de reconocer el propio cuerpo y lo empiezan a atacar, las madres están afectando al feto o recién nacido.
El LEN se caracteriza por la aparición de:
- lesiones cutáneas: presentándose con heridas en toda la piel (simulando unas ampollas rojizas).
- lesiones cardiacas: teniendo la presencia de bloqueos cardiacos congénitos (alteración en el ritmo de los latidos del corazón) y llegando a la posible colocación de un marcapasos. Previendo que si no se hace un trasplante pueda llegar a ser causa de muerte. Ya que este síntoma es el único que prevalece.
- así como alteraciones hepáticas, hematológicas como anemia y neurológicas.

El lupus neonatal es diferente del lupus eritematoso sistémico. En casi todos los casos las manifestaciones clínicas de dicha enfermedad desaparecen en los 3 a 6 meses sin dejar algún daño.
Los síntomas como la erupción aparecerán a los pocos días de nacimiento, o por exposición al sol.
Una vez que los anticuerpos de la madre salgan del sistema del bebé, todos los síntomas desaparecerán, menos los cardiacos.

## Historia
El lupus eritematoso neonatal (LEN) visto por McCuiston y Schoch en el año de 1954, ellos reportaron a un recién nacido con lesiones cutáneas similares al lupus eritematoso discoideo presentándose como heridas en toda la piel, las cuales retrocedieron espontáneamente al quinto mes de vida, mientras que la madre desarrollo lupus eritematoso sistemático once meses después del parto. Ellos Postularon que algún factor transmisible habría estado presente en la sangre materna durante el embarazo y que éste habría atravesado la placenta produciendo la enfermedad en su hijo. Esta hipótesis fue más adelante reconocida, partir del año de 1981, cuando varios investigadores determinaron que los autoanticuerpos anti Ro/SSA estaban frecuentemente presentes en las madres de niños con lesiones cutáneas de LEN y también en sus hijos afectados.

## Epidemiología
El LEN afecta a uno de cada 20 000 recién nacidos. Dichos anticuerpos característicos la enfermedad como el anti-Ro solo esta presente en la escala de uno a 200 personas pero solo del 5 % al 15 % de las mujeres enfermas tienen hijos con LEN, llegando a la conclusión de que hay más factores incluidos que afectan y provocan el brote de la enfermedad.
Las posibilidades de que la madre vuelva a tener otro bebe con LEN es del 10-17 %.
Es muy importante no olvidarse de que la madre corre el riesgo del 50 % de contraer Lupus Eritematoso Sistémico.

## Etiología
Aunque aún no está muy claro por qué se llega a desarrollar la enfermedad, sí se puede observar que se cumplen ciertos patrones. Un causa es que la madre del recién nacido contenga algunos de los anticuerpos propios de esta enfermedad como anti-Ro, anti-La o anti UIRNP en su sangre, los cuales pasaran por medio de la placenta provocando que el bebe adquiera los síntomas y con esta la enfermedad misma; sin embargo al salir de su sangre los anticuerpos, los síntomas desaparecerán, menos los de las lesiones cardíacas.
No existe prueba de que solo las mujeres adquieran esta enfermedad.

## Cuadro clínico
En la 2.ª y 3.ª semana de vida del bebe se podrá ver las lesiones cutáneas estas presentándose como ampollas como las de el Lupus cutáneo subagudo, afectando cualquier zona de la piel primordialmente parte expuestas como cara y cuero cabelludo. Haciéndose más notorio alrededor de la zona que rodea el ojo ya que dará la apariencia de una mancha con forma de “ojos de búho”. Dicha señal se presentara en el nacimiento, incrementándose cuando el recién nacido tenga una explosión al sol.
Otra manifestación de esta enfermedad, es de forma cardíaca, esta se presentara por bloqueos cardíacos, siendo esta la manifestación más peligrosa ya que sin los cuidados pertinentes podrá causar la muerte del infante.
En esta caso el pulso del niño será bajo, por lo que se podrá diagnosticar con una ecografía cardíaca fetal en las 15 y 25 semanas de gestación. Convirtiéndose esto en un problema ya que este daño provocado será permanente.
En situación muy raras se podrá tratar dicho problema dentro del útero; en cambio, la mayoría de los pacientes necesitan la aplicación de un marcapasos que será colocado después de su nacimiento.
Si una mujer ha tenido un hijo con un bloqueo cardíaco congénito tiene un riesgo del 10 al 15 % de tener otro hijo con el mismo problema. sin olvidarnos de que los niños con lupus neonatal crecerán y se desarrollaran con la mayor normalidad, siendo casi nulas las posibilidades de que padezcan un LES a lo largo de su vida.

## Tratamiento
- Evitar la reactivación de brotes, haciendo recordatorio que así se le llama al conjunto de síntomas que van apareciendo en determinado tiempo de la enfermedad.
- Usar protector solar, o en su defecto evitar los rayos UV.
- Tomar los medicamentos autorizados por el doctor.